# Mór Petri
Mór Petri, uneori denumit și Mauriciu Petri, (n. 11 iulie 1863, Sărăuad — d. 2 martie 1945, Budapesta) a fost un scriitor și profesor din Comitatul Sălaj stabilit la Budapesta. 

## Biografie
Privind biografia lui Petri Mór, dascălul Daniil Graur a scris urmatoarele în 1932: 
| “ | Episcopul Grigore Maior în amintirea acelui eveniment a donat 10 mii florini pentru edificarea bisericei din Sărăuad. Pe acel timp era curator bisericesc un credincios cu numele Petricaș. Acest curator a și început la zidirea bisericei. Lăcomind însă la suma aceea mare de bani, și-a însușit o parte din ei, așa că numai pereții i-a ridicat. Curatorul Petricaș, ca să scape de urmărire a trecut la legea reformată (calvinistă) și s'a făcut ungur. Dintre descendenții acestui Petricaș, un fiu cu numele Dr. Petri Mór, a fost revizor școlar al județului Sălaj în Zălau. Fiind acesta scriitorul Monografiei județului Sălaj, s'a ferit să scoată în relief multe date prețioase asupra neamului românesc, pe care le-a avut la îndemână din diferite arhive publice și particulare, conform spiritului de pe timpuri. (...) Despre acest revizor se credea că n'ar fi cunoscut limba română. Un învățător dela sate crezând acest fapt, fiind inspectat, a șoptit unui elev ca să reciteze „Tatăl Nostru" când va eși la hartă. Băiatul a făcut întocmai. Revizorul a ascultat, când însă a trebuit să continue alt elev, a zis revizorul: „Spune-i să reciteze și „Născătoarea!”...". | ” |

## Onoruri
- Școala gimnazială "Petri Mór" - Nușfalău, Sălaj.

## Cărți

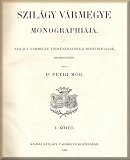
Szilágy vármegye monográfiája

- A magyar lyra történeti fejlődése a legrégibb kortól a XVI. század végéig (Zilah, 1887)
- Költemények (Bp., 1892)
- A két szomszédvárról (Zilah, 1894)
- Szilágy vármegye monográfiája (I-VI. Bp., 1901-1904) MEK
- Báró Wesselényi Miklós és munkái (Kolozsvár, 1903)
- Magyar szonettek (Bp., 1933)
- Vándor a kertajtónál (versek, Bp., 1936)
- Naplemente fáklyalángja (versek, Bp., 1941)
- Várballadák és modern balladák (Bp., 1943)
- A boldogság triolettjei (versek, Bp., 1943)